# Uloborus limbatus
Uloborus limbatus är en spindelart som beskrevs av Tamerlan Thorell 1895. Uloborus limbatus ingår i släktet Uloborus och familjen krusnätsspindlar.
Artens utbredningsområde är Myanmar. Inga underarter finns listade i Catalogue of Life.